# Марсы (германское племя)
Марсы (лат. Marsi) – древнегерманское племя. Жили на северо-западе Германии (современная земля Северный Рейн-Вестфалия) по правым притокам Рейна Липпе и Рур в VIII— I веках до н. э.. Вероятно, родственны бруктерам, вангионам, неметам и сугамбрам.

Согласно Плинию Старшему, племена, ближе всего жившие к Рейну, входили в состав истевонов. Марсов упоминает Тацит в этнографическом очерке «О происхождении германцев и местоположении Германии», причём в перечислении ставит их на первое место, перед гамбривиями, свебами и вандилиями.
Марсы принимали участие в нападении на легионы Квинтилия Вара в Тевтобургском лесу в 9 году н.э.. Во время вторжения римлян во главе с Германиком в 14 году легат-пропретор Нижней Германии Авл Цецина Север опустошил местность, занимаемую марсами, на 50 миль в окружности, в том числе было разрушено и прославленное у марсов святилище богини Танфаны, «как они его называли». В том же году состоялось ещё одно столкновение легионами Германика с марсами, когда те вместе с херусками попытались прийти на помощь хаттам.
В 16 году война продолжалась между Рейном и Эльбой. После поражения, нанесённого Германиком Арминию, стоявшему во главе коалиции ангривариев, хаттов, херусков, и, очевидно, марсов, вождь последних Мелловенд «предался римлянам». Он сообщил, что орёл одного из легионов Вара закопан в священной роще марсов, что повлекло очередное разорение их территории.
Эта неудача, однако, не сломила их сопротивления. Согласно Страбону, марсы не вошли в число тех германских племён, которых римляне «перевели в Кельтику» (в Галлию). Как сообщает Тацит, в письме к Германику император Тиберий писал, что «херусков и другие непокорные племена, после того как римляне им должным образом отомстили, можно предоставить их собственным междуусобицам и раздорам».
В дальнейшем сведений о них не поступает.